# Поветовый староста
Поветовый староста ― должностное лицо в Великом княжестве Литовском в XVI—XVIII веках и Королевстве Польском (см. Староста (Польша)), управлявшее административным округом — поветом; наместник великого князя.

## Обязанности поветового старосты
Во время реформ 1565—1566 годов Великое княжество Литовское было разделено на 30 поветов, входивших в состав 13 воеводств. Староста в повете представлял государственную власть, руководил сбором налогов, следил за порядком, за деятельностью суда, за выполнением повинностей ― военной, дорожной, подводной. Староста назначал в деревнях и местечках, входивших в повет, сельских войтов, сотских, десятских. Староста отвечал за хозяйство государственных имений в повете и поступление от них доходов.
Под началом старосты была местная поветовая администрация: ключник, стайник, городничий, лесничий, тиун, хорунжий (поветовый знаменосец). Заместитель старосты, исполнявший административно-судебные функции, назывался подстаростой. Помощником старосты в военных делах был поветовый маршалок, командовавший поветовым ополчением шляхты.
С ростом шляхетского самоуправления и развитием судебной системы в XVI веке в полномочиях старосты осталось только руководство гродским судом. На сейме 1774 году было принято решение, согласно которому гродский судья должен был избираться в повете, а согласно решению Четырёхлетнего сейма 1788—1792 годов гродские суды ликвидировались.